# Nongsa jikseol
Nongsa jikseol (literalmente, «charla directa sobre la agricultura») es un libro agrícola coreano escrito por dos ministros civiles (munsin), Jeong Cho y Byeon Hyo-mun, según lo ordenado por Sejong el Grande durante el período temprano de la Dinastía Joseon (1392-1897).
Consta de un solo volumen y se publicó en 1429, el undécimo año del reinado del rey como gwanchan), y se distribuyó ampliamente a los funcionarios regionales de cada provincia el año siguiente. A partir de entonces, se publicó en diferentes ediciones llamadas naesabon (內 賜 本) en 1492, siphangbon (十 行 本) en 1656 y sungjeongbon (崇禎 本) en 1686. Si bien el contenido de Nongsa jikseol se limita principalmente a los principales granos cosechados en Corea y las descripciones son breves y sencillas, es el primer libro compilado para el entorno agrícola coreano. El libro se utilizó como guía para los oficiales locales de Gwonnonggwan (勸 農 官) a cargo de asuntos agrícolas.